# Ms. Olympia
Ms. Olympia – coroczne zawody kulturystyczne kobiet rozgrywane w ramach federacji IFBB (International Federation of BodyBuilders). Jest to najwyższa rangą i prestiżem impreza kulturystyki kobiecej na świecie, nieoficjalnie nazywana i uznawana za mistrzostwa świata zawodowców kobiet. Po raz pierwszy rozegrane zostały w 1980 roku i obecnie, razem z zawodami Mr. Olympia, Fitness Olympia i Figure Olympia są częścią imprezy Olympia Weekend. Początkowo rozgrywane były w kategorii open, w 2000 roku wprowadzono podział zawodniczek na dwie kategorie: lekką i ciężką i zrezygnowano z kategorii open. Jednak już rok później wybierano z dwóch nowo powstałych kategorii najlepszą zawodniczkę w open, a od 2005 zrezygnowano z podziału i przywrócono wyłącznie kategorię open. Od 2000 roku zawody, wraz z pozostałymi konkursami Olympia Weekend są stale rozgrywane w Las Vegas. Najsławniejszymi mistrzyniami Ms. Olympia są: Iris Kyle 10 tytułów (w tym 9 z rzędu), Lenda Murray 8 tytułów, Cory Everson (6 tytułów) i Kim Chizevsky (4 tytuły). 

## Zwyciężczynie
| Rok  | Kategoria open    | Kategoria lekka     | Kategoria ciężka  | Miejsce rozegrania zawodów   |
| ---- | ----------------- | ------------------- | ----------------- | ---------------------------- |
| 1980 | Rachel McLish     |                     |                   | Filadelfia                   |
| 1981 | Kike Elomaa       |                     |                   | Filadelfia                   |
| 1982 | Rachel McLish     |                     |                   | Atlantic City                |
| 1983 | Carla Dunlap      |                     |                   | Warminster Township          |
| 1984 | Cory Everson      |                     |                   | Montreal                     |
| 1985 | Cory Everson      |                     |                   | Nowy Jork                    |
| 1986 | Cory Everson      |                     |                   | Nowy Jork                    |
| 1987 | Cory Everson      |                     |                   | Nowy Jork                    |
| 1988 | Cory Everson      |                     |                   | Nowy Jork                    |
| 1989 | Cory Everson      |                     |                   | Nowy Jork                    |
| 1990 | Lenda Murray      |                     |                   | Nowy Jork                    |
| 1991 | Lenda Murray      |                     |                   | Los Angeles                  |
| 1992 | Lenda Murray      |                     |                   | Chicago                      |
| 1993 | Lenda Murray      |                     |                   | Nowy Jork                    |
| 1994 | Lenda Murray      |                     |                   | Atlanta                      |
| 1995 | Lenda Murray      |                     |                   | Atlanta                      |
| 1996 | Kim Chizevsky     |                     |                   | Chicago                      |
| 1997 | Kim Chizevsky     |                     |                   | Nowy Jork                    |
| 1998 | Kim Chizevsky     |                     |                   | Praga                        |
| 1999 | Kim Chizevsky     |                     |                   | Secaucus                     |
| 2000 | nie rozegrano     | Andrulla Blanchette | Walentyna Czepiga | Las Vegas                    |
| 2001 | Juliette Bergmann | Juliette Bergmann   | Iris Kyle         | Las Vegas                    |
| 2002 | Lenda Murray      | Juliette Bergmann   | Lenda Murray      | Las Vegas                    |
| 2003 | Lenda Murray      | Juliette Bergmann   | Lenda Murray      | Las Vegas                    |
| 2004 | Iris Kyle         | Dayana Cadeau       | Iris Kyle         | Las Vegas                    |
| 2005 | Yaxeni Oriquen    |                     |                   | Las Vegas                    |
| 2006 | Iris Kyle         |                     |                   | Las Vegas                    |
| 2007 | Iris Kyle         |                     |                   | Las Vegas                    |
| 2008 | Iris Kyle         |                     |                   | Las Vegas                    |
| 2009 | Iris Kyle         |                     |                   | Las Vegas                    |
| 2010 | Iris Kyle         |                     |                   | Las Vegas                    |
| 2011 | Iris Kyle         |                     |                   | Las Vegas                    |
| 2012 | Iris Kyle         |                     |                   | Las Vegas                    |
| 2013 | Iris Kyle         |                     |                   | Las Vegas                    |
| 2014 | Iris Kyle         |                     |                   | Las Vegas                    |
| 2020 | Andrea Shaw       |                     |                   | Orlando                      |
| 2021 | Andrea Shaw       |                     |                   | Orlando                      |
| 2022 | Andrea Shaw       |                     |                   | Paradise, Nevada             |
| 2023 | Andrea Shaw       |                     |                   | Orlando                      |
| 2024 | Andrea Shaw       |                     |                   | Winchester, Nevada Las Vegas |